# Juan Carlos Sarnari
Juan Carlos Sarnari (* 22. Januar 1942 in Santa Fe; † 21. April 2023 in Bogotá) war ein argentinischer Fußballspieler.

## Karriere

### Vereinskarriere
Juan Carlos Sarnari spielte die ersten Jahre seiner Laufbahn als aktiver Fußballspieler von 1959 bis 1962 bei CA River Plate in Argentiniens Hauptstadt Buenos Aires. Nach einem kurzzeitigen Engagement bei CA Huracán war er von 1964 bis 1967 noch einmal für River aktiv. Mit den Millonarios, wie River Plate seit den Dreißigerjahren wegen ihrer vielen kostspieligen Einkäufe genannt wird, gewann Juan Carlos Sarnari keine Meisterschaft, qualifizierte sich aber als Zweiter der Primera División 1965 für die Copa Libertadores 1966, wo das Finale erreicht wurde. Dort traf die Mannschaft von Trainer Renato Cesarini, selbst dreißig Jahre zuvor Spieler bei River und bei Juventus Turin, auf CA Peñarol aus Uruguays Hauptstadt Montevideo. Nachdem es nach Hin- und Rückspiel unentschieden gestanden hatte, musste ein Entscheidungsspiel um den Libertadores-Sieger entscheiden, das schließlich von den Uruguayern mit 4:2 nach Verlängerung gewonnen wurde. Juan Carlos Sarnari wurde in allen drei Finalspielen eingesetzt und erzielte im Rückspiel im heimischen Estadio Monumental den Treffer zum zwischenzeitlichen 2:2. Er nahm auch in anderen Jahren häufig an der Copa Libertadores teil und kam im Laufe der Jahre zu insgesamt 29 Toren in diesem Wettbewerb, womit er der Spieler mit den sechstmeisten Treffern im Libertadores-Cup ist. 
Im Jahre 1967 verließ Juan Carlos Sarnari CA River Plate zum zweiten Mal und ging nach Chile zu CD Universidad Católica. In den folgenden Jahren spielte er bis 1972 in Chile bei Católica und CF Universidad de Chile, ohne einen nationalen Meistertitel zu gewinnen. Allerdings konnte er seine Trefferquote in der Copa Libertadores weiter steigern, denn er nahm mit diesen Vereinen fast jedes Jahr an der Copa Libertadores teil. 1973 ging er nach Kolumbien zu Independiente Medellín. Nach einem Jahr dort spielte er weitere zwei Jahre bei Independiente Santa Fe und gewann mit dem Verein 1975 die Copa Mustang, die kolumbianische Meisterschaft, was den ersten Titel für Sarnari in seiner langen Karriere bedeutete. Im Jahr darauf, 1976, endete die aktive Laufbahn von Juan Carlos Sarnari im Alter von 34 Jahren.
Später besaß Juan Carlos Sarnari ein argentinisches Restaurant in Kolumbien, nachdem er zuvor einige kolumbianische Vereine wie Independiente Santa Fe und Once Caldas trainiert hatte.

### Nationalmannschaft
Juan Carlos Sarnari kam zwischen 1966 und 1967 zu sieben Länderspielen in der argentinischen Fußballnationalmannschaft, in denen ihm ein Torerfolg gelang. Mit der Nationalmannschaft seines Heimatlandes nahm er an der Fußball-Weltmeisterschaft 1966 in England teil, kam im Turnierverlauf aber nicht zum Einsatz. Die argentinische Mannschaft erreichte indes das Viertelfinale, in dem sie an England scheiterte. Zuvor war man Gruppenzweiter in der Gruppe B hinter Deutschland, dem man ein torloses Remis abgerungen hatte, und vor Spanien und der Schweiz, geworden.

## Einzelnachweis
1. ↑  Fallece Juan Carlos Sarnari, ídolo de Santa Fe. In: colombia.as.com. 21. April 2023, abgerufen am 22. April 2023 (spanisch).

| Personendaten    | Personendaten                 |
| ---------------- | ----------------------------- |
| NAME             | Sarnari, Juan Carlos          |
| KURZBESCHREIBUNG | argentinischer Fußballspieler |
| GEBURTSDATUM     | 22. Januar 1942               |
| GEBURTSORT       | Santa Fe, Argentinien         |
| STERBEDATUM      | 21. April 2023                |
| STERBEORT        | Bogotá                        |